# Robert Gufflet
Robert Gufflet (* 5. Juni 1883 in Bordeaux; † 2. Januar 1933 in Casablanca, Marokko) war ein französischer Segler.

## Erfolge
Robert Gufflet, der für den Cercle de la Voile d’Arcachon segelte, nahm zunächst an den Olympischen Spielen 1900 in Paris teil, wo er in drei Wettbewerben antrat. In der gemeinsamen Wettfahrt gelang ihm keine Zieleinfahrt, während er in der Bootsklasse 3 bis 10 Tonnen zweimal das Podium erreichte. Als Crewmitglied der Yacht Gitana erreichte er in der ersten Wettfahrt den dritten Platz, bei der zweiten Wettfahrt wurde er Zweiter. Zur Crew zählten dabei außerdem sein Bruder Maurice, der Skipper der Gitana war, sowie Charles Guiraist, J. Dubois und A. Dubois. Bei den Olympischen Spielen 1928 in Amsterdam war er Crewmitglied der Cupidon Viking in der 6-Meter-Klasse, die die Regatta auf dem achten Platz beendete.